# سرطان ناسك
السرطان الناسك أو السلطعون الناسك (بالإنجليزية: hermit crab) (الاسم العلمي: Paguritta gracilipes) هو حيوان عشاري أرجل قشري يشبه السرطان، يوجد حوالي 1100 سلالة بحرية أو برية من السرطان الناسك و معظمها يملك بطنا غير متناظر مخفية في قشرة حلزونية الشكل حول السرطان الناسك.

## وصف

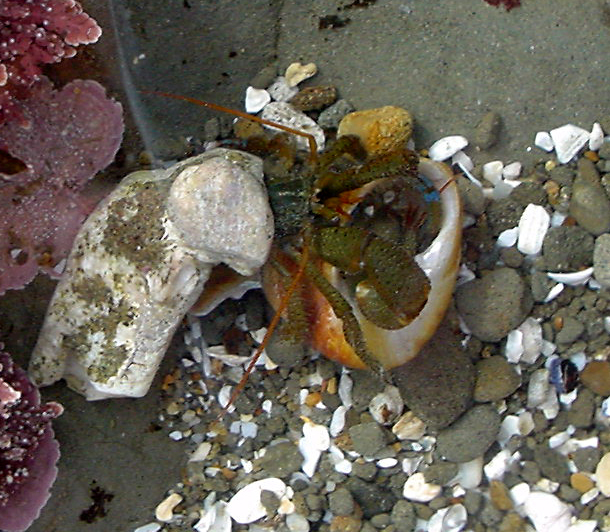
سرطانان يتنافسان على قوقعة

تتميز معظم سلالات السرطان الناسك ببطون ناعمة ومنحنية حلزونيًا، على عكس البطون الكلسية الصلبة التي تمتلكها غالبية القشريات. ونظرًا لحساسية بطنه الشديدة وتعرضه للإصابات بسهولة، يلجأ السرطان الناسك إلى استخدام القواقع البحرية، بما في ذلك قواقع ثنائيات الصدفة، وصدفة القذيفة (Tusk shell)، أو حتى قطع الخشب المجوفة لحماية جسده. وقد تطور بطنه ليكون قابلًا للانكماش والتكيف مع تجاويف القواقع المختلفة. ومع نموه، يصبح مضطرًا للبحث عن قوقعة جديدة تتناسب مع حجمه المتزايد.  
بعض الفصائل لا تكتفي بالقواقع، بل تلجأ إلى أجسام صلبة أخرى مثل الشعاب المرجانية، وأصداف كثيرات الأشعار، والإسفنجيات المتحجرة كمخابئ لها. وقد أُطلق عليه اسم "السرطان الناسك" بسبب أسلوب حياته الذي يشبه حياة النُسّاك.  
غالبًا ما تتنافس السرطانات الناسكة على القواقع المثالية، حيث تتبع نظامًا يُعرف بـ "الاصطفاف"، يتبادل السرطانات القواقع وفقًا لحجمها؛ فيمنح السرطان الأكبر قوقعته القديمة لسرطان أصغر، والذي بدوره يتخلى عن قوقعته لسرطان أصغر منه، وهكذا.  

معظم أنواع السرطان الناسك تعيش في البيئات البحرية على أعماق متفاوتة، بدءًا من الشعاب الضحلة وحتى قاع المحيط. كما توجد عدة فصائل برية منه في المناطق الاستوائية.

سرطان ناسك يخرج من قوقعته ليغيرها بقوقعة جديدة